# Římskokatolická farnost Vyskytná
Římskokatolická farnost Vyskytná je územním společenstvím římských katolíků v rámci pelhřimovského vikariátu českobudějovické diecéze.

## O farnosti

### Historie
Plebánie byla ve Vyskytné od roku 1279, později však zanikla. Vyskytná byla pak postupně filiálkou Pelhřimova, Červené Řečice a Chvojnova. Samostatná farnost obnovena až v roce 1721.

### Současnost
Farnost Vyskytná je administrována ex currendo z Nového Rychnova.
| Kostel                   | Místo    | Bohoslužba             | Bohoslužba             | Poznámka     |
| ------------------------ | -------- | ---------------------- | ---------------------- | ------------ |
| Kaple                    | Branišov | neslouží se pravidelně | neslouží se pravidelně | obecní kaple |
| Kaple                    | Jankov   | neslouží se pravidelně | neslouží se pravidelně | obecní kaple |
| Kostel Jména Panny Marie | Vyskytná | neděle čtvrtek         | 11.00 17.00            | farní kostel |